# Malloles (Perpinyà)
Malloles és un antic poble del terme comunal de Perpinyà, a la comarca del Rosselló, de la Catalunya del Nord.
Està situat a prop i al sud-oest del centre del nucli urbà actual de Perpinyà.
Esmentat ja al segle x, el 1241 Jaume I el Conqueridor hi feu publicar les Constitucions de Pau i Treva per al Rosselló. En aquell moment està documentat com una plaça fortificada. Poc després, al segle xiv sofrí un procés de despoblament molt gran, a favor de Perpinyà. Hi ha vestigis de l'església de Santa Maria de Malloles, documentada el 1155, que conserva l'absis romànic. Prospeccions arqueològiques fetes in situ han tret a la llum l'existència de dues altres esglésies més antigues.
A llevant de Malloles, ran de la via del tren i a l'est seu, hi ha el barri de les Haràs. Es formà a l'entorn d'unes quadres per a cria de cavalls (origen del nom: haras, en francès), on posteriorment es dreçà una urbanització d'habitatges de lloguer modest. A l'inici de l'èxode de la Guerra Civil Espanyola (gener del 1939) s'hi instal·là, aprofitant les quadres, un camp de concentració per a refugiats, anomenat Servei Tècnic dels Camps, ja que allotjà obrers especialitzats i menestrals, escollits entre els refugiats, que arranjaven les barraques dels altres camps del departament. A partir del 1945 fou transformat en Centre d'Acollida, sota el control de l'Office International des Réfugiés, que reunia els immigrants de la Península per tal que s'incorporessin a alguna feina. Fou tancat el 1948, i en els seus dos darrers anys d'existència hi passaren unes 30.000 persones.
Al sud-oest de Malloles hi ha el Centre Penitenciari del departament.